# Saint-Jouan-de-l'Isle
Saint-Jouan-de-l'Isle è un comune francese di 454 abitanti situato nel dipartimento delle Côtes-d'Armor nella regione della Bretagna.

## Società

### Evoluzione demografica
Abitanti censiti